# Shane Briant
Shane Briant (* 17. August 1946 in London; † 27. Mai 2021) war ein britischer Schauspieler.

## Leben
Briant wirkte vorrangig in australischen und britischen Kino- und Fernsehproduktionen mit. Nach Abschluss der Schule spielte er zunächst Theater und wechselte dann ins Filmfach. Man sah ihn beispielsweise in der 1973er Fernsehadaption von Das Bildnis des Dorian Gray oder dem John-Huston-Streifen Der Mackintosh-Mann. Seine ersten wichtigen Kinofilmrollen erhielt er Anfang der 1970er Jahre von der auf Horrorstoffe spezialisierten Hammer-Filme, so beispielsweise in Frankensteins Höllenmonster (1974) in der zweiten Hauptrolle hinter Peter Cushing.
In späteren Jahren war Briant in verschiedenen Gastrollen bekannter Fernsehserien wie Time Trax – Zurück in die Zukunft, Die fliegenden Ärzte, Farscape oder Die verlorene Welt zu sehen. Seine wohl bekannteste Fernsehrolle spielte er als Hauptbösewicht Neville Savage in der auch in Deutschland populären Kinderserie Achtung: Streng geheim!.
Shane Briant, der 1983 nach Australien emigrierte, lebte mit seiner Frau in Sydney.

## Filmografie (Auswahl)
- 1971: Manfred von Richthofen – Der Rote Baron (Von Richthofen and Brown)
- 1972: Ehe der Morgen graut (Straight on Till Morning)
- 1972: Dämonen der Seele (Demons of the Mind)
- 1973: Das Bildnis des Dorian Gray (The Picture of Dorian Gray, Fernsehfilm)
- 1973: Der Mackintosh-Mann (The MacKintosh Man)
- 1973: Fixation (Fernsehfilm)
- 1973: Captain Kronos – Vampirjäger (Captain Kronos – Vampire Hunter)
- 1974: Frankensteins Höllenmonster (Frankenstein and the Monster From Hell)
- 1975: Die Füchse (The Sweeney, Fernsehserie, Episode 2x01)
- 1975: Under Western Eyes (Fernsehfilm)
- 1975: Wie man sein Leben lebt (The Naked Civil Servant, Fernsehfilm)
- 1978: Touch and Go (Fernsehserie, 5 Episoden)
- 1978: Huntingtower (Fernsehserie, 5 Episoden)
- 1979: The Flame Is Love (Fernsehfilm)
- 1980: Hawk – Hüter des magischen Schwertes (Hawk the Slayer)
- 1981: Lady Chatterleys Liebhaber (Lady Chatterley’s Lover)
- 1982: Mörderische Leidenschaft (Murder Is Easy, Fernsehfilm)
- 1984: Run Chrissie Run!
- 1984: Constance
- 1985: Shaker Run
- 1986: Rebellion der Rechtlosen (Comrades)
- 1986, 1989: Die fliegenden Ärzte (The Flying Doctors, Fernsehserie, 2 Episoden)
- 1987: Cassandra
- 1987: The Lighthorsemen
- 1988: Begegnung mit einer Toten (Grievous Bodily Harm)
- 1988: Barracuda (Fernsehfilm)
- 1988, 1989: In geheimer Mission (Mission: Impossible, Fernsehserie, 2 Episoden)
- 1989: Dream Scream
- 1989: Darlings of the Gods (Fernsehfilm)
- 1989: Meine Pferde – Meine Liebe (Minnamurra)
- 1991: Doch dann kam sie (Till There Was You)
- 1992: Mission Top Secret – Das Auge des Salomon (Mission: Top Secret, Fernsehfilm)
- 1992: Bony und sein Kommissar (Bony, Fernsehserie, Episode 1x13)
- 1994: Time Trax – Zurück in die Zukunft (Time Trax, Fernsehserie, Episode 2x20)
- 1994–1995: Achtung: Streng geheim! (Mission: Top Secret, Fernsehserie, 12 Episoden)
- 1995: Mord bizarr (Tunnel Vision)
- 1998–2000: Auf der Suche nach der Schatzinsel (Search for Treasure Island, Fernsehserie, 22 Episoden)
- 1999: Airtight – Mörderisches Labyrinth (Airtight, Fernsehfilm)
- 1999: Chamäleon – Todesspiel (Chameleon II: Death Match, Fernsehfilm)
- 2000: Chameleon 3: Dark Angel (Fernsehfilm)
- 2000: Above the Law (Fernsehserie, 3 Episoden)
- 2001: Die verlorene Welt (The Lost World, Fernsehserie, Episode 2x14)
- 2001: Verloren in Sydney (Escape of the Artful Dodger, Fernsehserie, 2 Episoden)
- 2001, 2003: Farscape (Fernsehserie, 2 Episoden)
- 2002–2007: All Saints (Fernsehserie, 6 Episoden)
- 2003: Subterano
- 2003: Gefährliche Brandung 2 – Liquid Bridge (Liquid Bridge)
- 2005: Headland (Fernsehserie, 3 Episoden)
- 2007: Mord im Outback (Joanne Lees: Murder in the Outback, Fernsehfilm)
- 2008: Die Kinder der Seidenstraße (The Children of Huang Shi)
- 2009: False Witness (Fernsehfilm)
- 2013: Serangoon Road (Fernsehserie, 7 Episoden)
- 2013: The Lovers
- 2015: Gallipoli (Miniserie, 2 Episoden)
- 2015: Mary – Eine australische Prinzessin (Mary: The Making of a Princess, Fernsehfilm)